# Diócesis de Valledupar
La diócesis de Valledupar (en latín: Dioecesis Valleduparensis) es una circunscripción eclesiástica de la Iglesia católica en Colombia. Se trata de una diócesis latina, sufragánea de la arquidiócesis de Barranquilla. Desde el 10 de junio de 2003 su obispo es Óscar José Vélez Isaza, de los Misioneros Hijos del Inmaculado Corazón de María.

## Territorio y organización

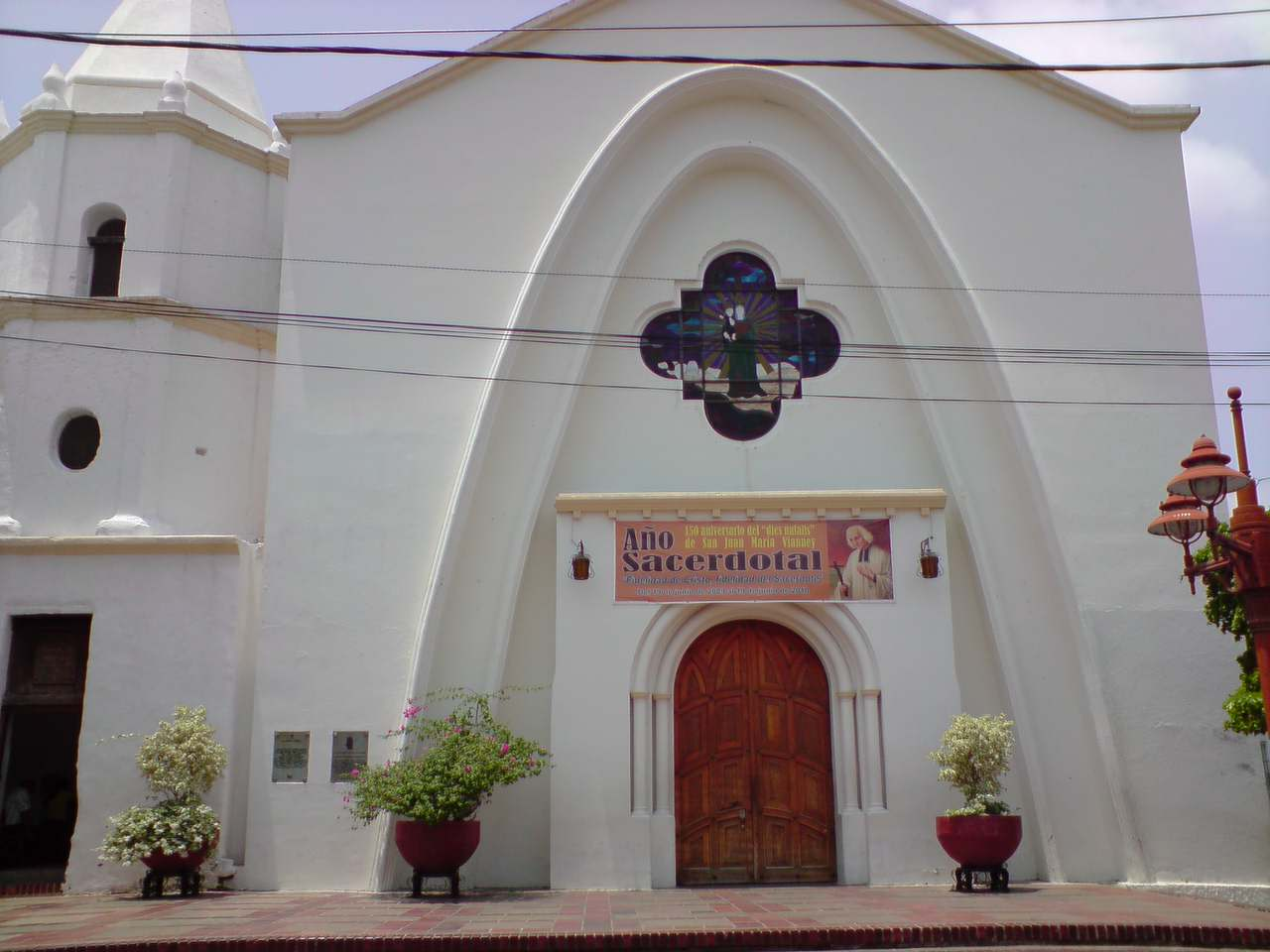
Excatedral de Nuestra Señora del Rosario, en Valledupar

La diócesis tiene 26 630 km² y extiende su jurisdicción sobre los fieles católicos de rito latino residentes en 20 de municipios de los departamentos de:
- Cesar: Curumaní, Chiriguaná, La Jagua de Ibirico, Becerril, El Paso, Agustín Codazzi, Bosconia, El Copey, San Diego, La Paz, Valledupar, Pueblo Bello y Manaure Balcón del Cesar.
- La Guajira: La Jagua del Pilar, Urumita, Villanueva, El Molino, San Juan del Cesar, Fonseca y Distracción.[1][2]

Limita al norte con la diócesis de Riohacha, al este con Venezuela, al sur con la diócesis de Ocaña, al sureste con la diócesis de El Banco y al noroeste con la diócesis de Santa Marta.
La sede de la diócesis se encuentra en la ciudad de Valledupar, en donde se halla la Catedral del Santo Ecce Homo y la excatedral de Nuestra Señora del Rosario.
En 2022 en la diócesis existían 77 parroquias.

## Historia
El vicariato apostólico de Valledupar fue erigido el 4 de diciembre de 1952 mediante la bula Gravi illa beati del papa Pío XII, por división del vicariato apostólico de La Guajira, de donde también se originó el vicariato apostólico de Riohacha (hoy diócesis de Riohacha).
El 25 de abril de 1969 el vicariato apostólico fue elevado al rango de diócesis mediante la bula Qui in beatissimi del papa Pablo VI.
El 17 de enero de 2006 cedió una porción de su territorio para la erección de la diócesis de El Banco mediante la bula Munus Nostrum del papa Benedicto XVI.
Con el decreto Excellentissimus de la Congregación para los Obispos del 4 de julio de 2019, la catedral diocesana fue trasladada a la iglesia del Ecce Homo; el decreto entró en vigor a partir del 24 de agosto siguiente.

## Estadísticas
Según el Anuario Pontificio 2023 la diócesis tenía a fines de 2022 un total de 980 000 fieles bautizados.
| Año                                                                             | Población            | Población | Población      | Sacerdotes | Sacerdotes    | Sacerdotes    | Bautizados por sacerdote | Diáconos permanentes | Religiosos | Religiosos | Parroquias |
| Año                                                                             | Bautizados católicos | Total     | % de católicos | Total      | Clero secular | Clero regular | Bautizados por sacerdote | Diáconos permanentes | Varones    | Mujeres    | Parroquias |
| ------------------------------------------------------------------------------- | -------------------- | --------- | -------------- | ---------- | ------------- | ------------- | ------------------------ | -------------------- | ---------- | ---------- | ---------- |
| 1966                                                                            | 248 920              | 253 448   | 98.2           | 27         | 13            | 14            | 9219                     |                      | 6          | 77         | 21         |
| 1970                                                                            | 305 480              | 312 145   | 97.9           | 30         | 16            | 14            | 10 182                   |                      | 17         | 13         | 20         |
| 1976                                                                            | 405 000              | 410 000   | 98.8           | 26         | 15            | 11            | 15 576                   |                      | 15         | 86         | 23         |
| 1980                                                                            | 450 000              | 456 000   | 98.7           | 33         | 21            | 12            | 13 636                   |                      | 15         | 85         | 23         |
| 1990                                                                            | 624 000              | 635 000   | 98.3           | 34         | 31            | 3             | 18 352                   |                      | 8          | 82         | 23         |
| 1999                                                                            | 532 000              | 632 258   | 84.1           | 43         | 38            | 5             | 12 372                   |                      | 5          | 97         | 26         |
| 2000                                                                            | 530 000              | 640 000   | 82.8           | 47         | 41            | 6             | 11 276                   |                      | 6          | 101        | 26         |
| 2001                                                                            | 530 000              | 640 000   | 82.8           | 48         | 42            | 6             | 11 041                   |                      | 6          | 96         | 26         |
| 2002                                                                            | 530 000              | 640 000   | 82.8           | 51         | 45            | 6             | 10 392                   |                      | 6          | 95         | 26         |
| 2003                                                                            | 530 000              | 650 000   | 81.5           | 50         | 46            | 4             | 10 600                   |                      | 4          | 96         | 54         |
| 2004                                                                            | 650 000              | 800 000   | 81.3           | 59         | 54            | 5             | 11 016                   |                      | 6          | 67         | 55         |
| 2010                                                                            | 606 000              | 736 000   | 82.3           | 70         | 64            | 6             | 8657                     |                      | 13         | 73         | 57         |
| 2014                                                                            | 835 318              | 959 563   | 87.1           | 76         | 69            | 7             | 10 991                   |                      | 14         | 72         | 61         |
| 2017                                                                            | 853 867              | 978 718   | 87.2           | 97         | 89            | 8             | 8802                     |                      | 11         | 70         | 73         |
| 2020                                                                            | 909 750              | 1 019 900 | 89.2           | 92         | 82            | 10            | 9888                     |                      | 12         | 53         | 74         |
| 2022                                                                            | 980 000              | 1 120 000 | 87.5           | 94         | 84            | 10            | 10 425                   | 15                   | 10         | 53         | 77         |
| Fuente: Catholic-Hierarchy, que a su vez toma los datos del Anuario Pontificio. |                      |           |                |            |               |               |                          |                      |            |            |            |

## Episcopologio
- Vicente Roig y Villalba, O.F.M.Cap. † (4 de diciembre de 1952-5 de abril de 1977 falleció)
- José Agustín Valbuena Jáuregui † (9 de septiembre de 1977-10 de junio de 2003 retirado)
- Óscar José Vélez Isaza, C.M.F., desde el 10 de junio de 2003